# Каломен
Каломен (болг. Каломен) — село в Болгарии. Находится в Габровской области, входит в общину Дряново. Население составляет 6 человек.

## Политическая ситуация
Каломен подчиняется непосредственно общине и не имеет своего кмета.
Кмет (мэр) общины Дряново — Иван Илиев Николов (независимый) по результатам выборов.